# 大叶粗叶木
大叶粗叶木（学名：Lasianthus tentaculatus）为茜草科粗叶木属下的一个种。

## 扩展阅读
- 維基物種上的相關：大叶粗叶木